# Stefanowo (powiat pucki)
Stefanowo (kaszb. Malijefelt, niem. Amalienfelde) – nieistniejąca już przyfolwarczna osada kaszubska w Polsce, położona w województwie pomorskim, w powiecie puckim, w gminie Kosakowo.
W latach 1975–1998 obszar po miejscowości administracyjnie należał do województwa gdańskiego.
W roku 1892 Stefanowo zamieszkiwało 68 osób. Według spisu właścicieli nieruchomości wykonanego przez Wydział Powiatowy Powiatu Morskiego w Wejherowie, 10 listopada 1932 na obszar dworski Stefanowo składały się: folwarki Stefanowo (o powierzchni 172 ha, własność Jadwigi Fenner narodowości niemieckiej), Kazimierz (własność Antoniego Przemiszke nar. polskiej) i Pierwoszyno (własność Stanisława Andrzejowskiego nar. polskiej) oraz tereny Skarbu Państwa i państwowej spółki Publiczne Drogi i Wały. 
Zabudowania majątku Stefanowo zostały rozebrane w pierwszych latach wojny podczas rozbudowy przez Niemców tymczasowego lądowiska na Babich Dołach do parametrów lotniska wojskowego.
Współcześnie na obszarze osady znajduje się potencjalny drugi port lotniczy Trójmiasta Gdynia-Kosakowo.